# Reinhard Sorge
Pour les articles homonymes, voir Sorge.
Reinhard Johannes Sorge [zɒɹgə], né le 29 janvier 1892 à Rixdorf (Berlin) et mort le 20 juillet 1916 à Ablaincourt (Somme), est un poète allemand.

## Biographie
Reinhard Sorge est d'abord disciple de Nietzsche. Il évolue ensuite vers un mysticisme semblable à celui de saint François d'Assise et devient un écrivain expressionniste. Son drame, Le Mendiant (1912), est considéré comme l'œuvre la plus puissante de son temps. On lui doit encore notamment Metanoeite (1915), qui est un appel à la conversion, et le Roi David (1916), consacré aux nouveaux croyants.
Il meurt dans les combats de la Bataille de la Somme, le 20 juillet 1916 et est inhumé dans le cimetière militaire allemand de Vermandovillers dans le département de la Somme.

## Œuvres publiées

### Pièces de théâtre
- Der Bettler, Berlin, Deutsches Teatro, 23 décembre 1917.
- Metanoeite, Munich, Kammerspiele, 27 décembre 1917.
- König David, Zurich, Katholische Jugendpflege, 8 octobre 1922.

### Livres
- Der Bettler: Eine dramatische Sendung, fünf Aufzüge (Berlin: Fischer, 1912).
- Guntwar: Die Schule eines Propheten. Handlung in fünf Aufzügen, einem Vorspiel und einem Nachspiel (Kempten & Munich: Kösel, 1914).
- Metanoeite: Drei Mysterien (Kempten: Kösel, 1915).
- König David: Schauspiel (Berlin: Fischer, 1916).
- Mutter der Himmel: Ein Sang in zwölf Gesängen (Kempten: Kösel, 1917).
- Gericht über Zarathustra: Vision (Munich: Kösel & Pustet, 1921).
- Mystische Zwiesprache (Munich: Kösel & Pustet, 1922).
- Preis der Unbefleckten: Sang über die Begebnisse zu Lourdes (Leipzig: Vier Quellen Verlag, 1924).
- Der Sieg des Christos: Eine Vision, dargestellt in dramatischen Bildern (Leipzig: Vier Quellen Verlag, 1924).
- Werke: Auszug, dirigé par Martin Rockenbach (Munich-Gladbach: Führer Verlag, 1924).
- Der Jüngling: Die frühen Dichtungen (Munich: Kösel & Pustet, 1925).
- Nachgelassene Gedichte, dirigé par Rockenbach (Leipzig: Vier Quellen Verlag, 1925).
- Bekenntnisse und Lobpreisungen, dirigé par Otto Karrer (Munich: Ars Sacra, 1960).
- Sämtliche Werke, 3 volumes, dirigé par Hans Gerd Rötzer (Nuremberg: Glock & Lutz, 1962-1967).